# Пидмонт (Алабама)
Пидмонт (енгл. Piedmont) град је у америчкој савезној држави Алабама. По попису становништва из 2010. у њему је живело 4.878 становника.

## Демографија
Према попису становништва из 2010. у граду је живело 4.878 становника, што је 242 (4,7%) становника мање него 2000. године.
| Група             | 2000.         | 2010.         |
| Белци             | 4.521 (88,3%) | 4.214 (86,4%) |
| Афроамериканци    | 480 (9,4%)    | 489 (10,0%)   |
| Азијати           | 4 (0,1%)      | 6 (0,1%)      |
| Хиспаноамериканци | 51 (1,0%)     | 65 (1,3%)     |
| Укупно            | 5.120         | 4.878         |